# Зефтіген
Зефтіген (нім. Seftigen) — громада  в Швейцарії в кантоні Берн, адміністративний округ Тун.

## Географія
Громада розташована на відстані близько 20 км на південь від Берна.
Зефтіген має площу 3,9 км², з яких на 15,8% дозволяється будівництво (житлове та будівництво доріг), 66,1% використовуються в сільськогосподарських цілях, 17,3% зайнято лісами, 0,8% не є продуктивними (річки, льодовики або гори).

## Демографія
2019 року в громаді мешкало 2161 особа (+1,5% порівняно з 2010 роком), іноземців було 8,3%. Густота населення становила 556 осіб/км².
За віковим діапазоном населення розподілялося таким чином: 20,6% — особи молодші 20 років, 58,2% — особи у віці 20—64 років, 21,2% — особи у віці 65 років та старші. Було 966 помешкань (у середньому 2,2 особи в помешканні).
Із загальної кількості 605 працюючих 52 було зайнятих в первинному секторі, 208 — в обробній промисловості, 345 — в галузі послуг.